# Cloches de Franklin
 (novembre 2024).

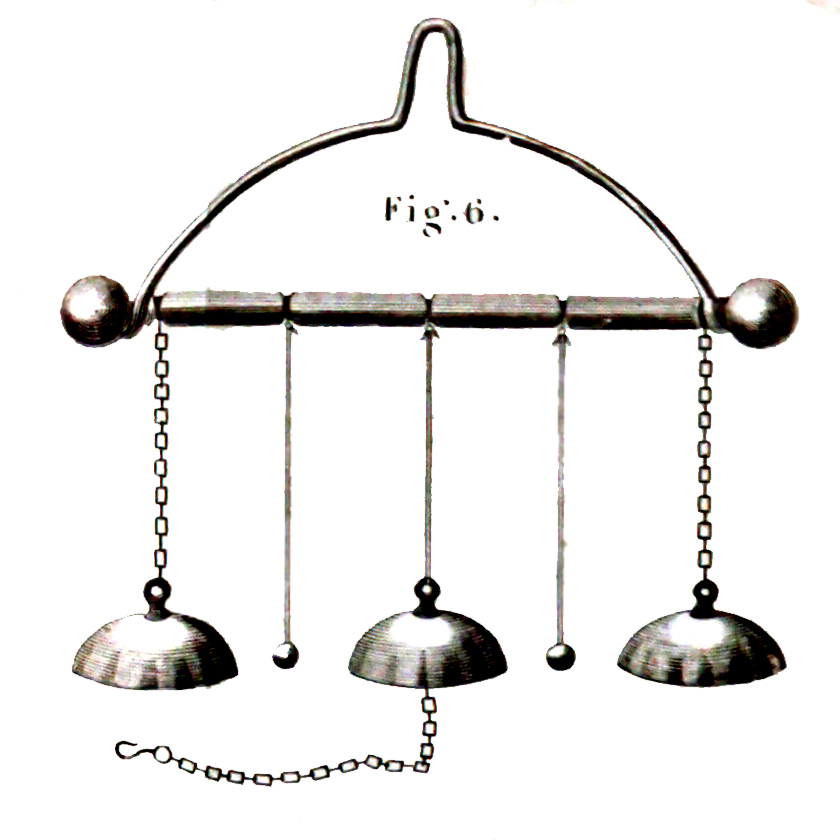
Illustration de doubles cloches de Franklin dans Lectures on Natural and Experimental Philosophy de George Adams.

Les cloches de Franklin (en anglais : Franklin’s Bells) sont des appareils inventés par Benjamin Franklin. Elles sont destinées à détecter les orages proches, bien qu'elles soient en réalité suffisamment sensibles pour détecter toute charge électrique de l'atmosphère. Elles sont un précurseur du détecteur de foudre.

## Fonctionnement
L'appareil est composé de deux cloches métalliques sur un support isolant, en vis-à-vis, séparées de quelques centimètres. L'une est reliée électriquement à la Terre et l'autre à une source de charges électriques. Un pendule métallique est suspendu entre les deux cloches par une ficelle isolante. La cloche reliée à la source de charges électriques attire le pendule sans polarité et les deux se rapprochent l'un de l'autre. Dès que le pendule touche la cloche, les charges en présence s'équilibrent, et le pendule acquiert une part de la charge de la cloche. Se trouvant doté de la même polarité que la cloche, le pendule s'éloigne de celle-ci, et est attiré par la cloche reliée à la Terre par le même mécanisme. Il la touche, change de polarité et repart vers la première cloche, et ainsi de suite. L'aller-retour du pendule produit un tintement régulier.
Les cloches de Franklin ont surtout été utilisées pour démontrer la présence des charges électriques grâce à une bouteille de Leyde utilisée comme source. Cependant, si la cloche est reliée à un paratonnerre, lors de l'approche d'un orage ce dernier conduira les charges provenant de l'air qui se charge électriquement. Le tintement avertit ainsi de la proximité d'un orage.